# Gift Monday
Gift Nyakno Monday (Akwa Ibom, Nigeria; 9 de diciembre de 2001) es una futbolista nigeriana. Juega de delantera y su equipo actual es el UDG Tenerife de la Primera División de España. Es internacional absoluta por la selección de Nigeria desde 2019.

## Trayectoria
En su país, Monday fue campeona de la liga nigeriana con las Bayelsa Queens F.C., temporada 2021–22 en que ella fue la goleadora.
En septiembre de 2022, Monday fichó en el UDG Tenerife de la Primera División de España.

## Selección nacional
A nivel juvenil, Monday ganó el Campeonato femenino sub-20 de la CAF de 2018 y disputó la Copa Mundial Femenina de Fútbol Sub-20 de 2018.

### Participaciones en copas mundiales
| Copa                                    | Sede                    | Resultado    |
| --------------------------------------- | ----------------------- | ------------ |
| Copa Mundial Femenina de Fútbol de 2023 | Australia Nueva Zelanda | Por disputar |

### Participaciones en copas continentales
| Copa                                    | Sede      | Resultado    |
| --------------------------------------- | --------- | ------------ |
| Copa Africana de Naciones Femenina 2022 | Marruecos | Cuarto lugar |

## Clubes
| Club                | País    | Año           |
| ------------------- | ------- | ------------- |
| COD United Amazons  | Nigeria | 2016-2018     |
| FC Robo Queens      | Nigeria | 2018-2021     |
| Bayelsa Queens F.C. | Nigeria | 2021-2022     |
| UDG Tenerife        | España  | 2022-presente |

## Palmarés

### Títulos nacionales
| Título           | Club                | País    | Año     |
| ---------------- | ------------------- | ------- | ------- |
| NWFL Premiership | Bayelsa Queens F.C. | Nigeria | 2021-22 |